# Judaísmo humanista
El Humanismo judío es un movimiento plural que enfatiza la cultura judía y su historia más que la creencia en Dios como fuente de la identidad judía por lo que sus rituales y ceremonias normalmente no incluyen rezos ni invocaciones a deidades.

## Creencias
Entre las personas judías humanistas se encuentran ateos y creyentes y su visión filosófica deriva del humanismo, humanismo religioso y humanismo laico y sus creencias pueden resumirse en:
- Judía es aquella persona que se identifica con la historia, cultura y futuro del pueblo judío.
- Judaísmo es la cultura histórica de las personas judías y la religión es solamente una parte de esa cultura.
- Las personas poseen el poder y la responsabilidad de conformar sus vidas independientemente de cualquier autoridad sobrenatural.
- La ética y la moralidad debe servir a las necesidades humanas y las elecciones deben realizarse sobre la base de las consecuencias de las acciones y no basándose en reglas o mandamientos preconcebidas.
- La historia judía, como las demás es un fenómeno puramente humano y natural. Los textos bíblicos y otros tradicionales son producto de la actividad humana y se comprenden bajo el análisis arqueológico y científico.

## Orígenes
En su forma actual lo funda en 1963 el rabino Sherwin Wine.
Como rabino formado en el judaísmo reformista y con una congregación laica, no-teísta en Míchigan, Wine desarrolló una liturgia que reflejaba este movimiento y la filosofía de su congregación enfatizando la cultura, historia e identidad judía a través de la ética y excluyendo cualquier referencia a Dios. Esta congregación desarrolló para sus actividades el Birmingham Temple, hoy en Farmington Hills, Míchigan. Pronto se unió con una congregación reformista en Illinois conducida por el rabino Daniel Friedman y a otro grupo en Westport, Connecticut.
En 1969, estas y otras congregaciones se organizaron bajo el paraguas de la Sociedad para el humanismo judío (SHJ). Esta sociedad cuenta a día de hoy con más de 10 000 miembros en Estados Unidos y Canadá.
Más tarde, en 1986, se funda el  International Institute for Secular Humanistic Judaism, centro intelectual y académico del judaísmo humanista, estableciéndose en Jerusalem y más tarde en Farmington Hill, Míchigan. El instituto ofrece programas de formación para educadores, líderes (conocidos en hebreo como madrikhim/ot y en Yiddish como vegvayzer), portavoces y  rabinos, además de realizar seminarios públicos, coloquios y publicaciones.

## Igualitarismo
El judaísmo humanista es igualitario en lo que respecta al género y la identificación de género, el estatus judío y la orientación sexual. Las ceremonias en las que se pone nombre a los bebés son similares para niños y niñas y se utilizan en lugar de la circuncisión del Brit Miláh. Aquellas personas que se identifican como judías y aquellas que no, así como gais, lesbianas, bisexuales y transgénero pueden participar y dirigir los rituales.